# Église Notre-Dame-des-Cités de Viry-Châtillon
L’église Notre-Dame-des-Cités est une église édifiée en 1969, située à Viry-Châtillon, en Essonne. Cette église de confession catholique dépend du secteur paroissial de Savigny-Viry dans le diocèse d'Évry-Corbeil-Essonnes.

## Localisation
L'église Notre-Dame-des-Cités est située 18 avenue de Marseille, au cœur du quartier des Coteaux de l’Orge (anciennement appelé "CILOF") de Viry-Châtillon.

## Historique
L'église fut construite en 1969 d'après les plans de l’architecte Maurice Novarina. La première messe y fut célébrée, le 14 décembre 1969, Mgr Albert Malbois, premier évêque d’Évry-Corbeil-Essonnes.
Les archives de l’architecte font mention de problèmes dans les chapes en 1971-1972 et de problèmes d'étanchéité en 1968 et 1978-1979.
L’église a fêté ses 50 ans en 2019 par un jubilé qui s’est ouvert le 5 octobre (fête de Notre-Dame du Rosaire) et qui s’est achevé le dimanche 15 décembre 2019 avec une messe pontificale célébrée par Mgr Michel Pansard, évêque d’Évry-Corbeil-Essonnes, et la bénédiction de la plaque commémorative posée pour le jubilé.
Les paroissiens souhaitaient pour l’occasion offrir une cloche à leur église qui en était dépourvue. Malheureusement, la pandémie de Covid-19 et ses confinements retardèrent plusieurs fois le projet et c’est le 15 octobre 2022 que Michel Pansard put enfin baptiser la cloche de l’église de Notre-Dame-des-Cités "Jacqueline", prénom choisi pour sa signification en hébreu « Dieu favorise, Dieu protège » et en hommage à sainte Jacqueline, amie de saint François d’Assise.

## Architecture
Notre-Dame-des-Cités est une église moderne occidentée et érigée selon un plan basilical.
Comme beaucoup d’autres édifices cultuels, construits dans les années 1950-1960 au sein des grands ensembles, elle a été réalisée en béton avec des techniques modernes comme le lamellé-collé et comporte plusieurs salles annexes.
L’Observatoire du patrimoine religieux la décrit ainsi : « L’entrée s’effectue par une façade basse et rectangulaire avec une porte en bois. Dépourvue de clocher, son toit a la particularité d’être en pente, tandis que le chœur est en contrebas. La nef est ajourée de douze baies ainsi que dans la longueur de la toiture au-dessus de l’autel. À l'intérieur, la nef de l’édifice est dotée d'une charpente lambrissée reposant sur des murs en béton. »

## Ouverture au public
Les messes sont habituellement célébrées le samedi soir à 18 h (en français) et le dimanche à 10h (en latin).
L'église accueille la communauté des catholiques attachés au rite liturgique antérieur au concile Vatican II. A la demande de Mgr Pansard, la messe y est célébrée, depuis septembre 2020, tous les dimanches et fêtes, à 10h00, en forme "extraordinaire",  par un prêtre de la Fraternité Sacerdotale Saint-Pierre (FSSP).